# Spengelia sibogae
Spengelia sibogae is een diersoort in de taxonomische indeling van de Hemichordata. Het dier behoort tot het geslacht Spengelia en behoort tot de familie Spengelidae. De wetenschappelijke naam van de soort werd voor het eerst geldig gepubliceerd in 1907 door Spengel.